# Sheng Lihao
Sheng Lihao (chinesisch 盛李豪; * 4. Dezember 2004 in Zhangjiagang) ist ein chinesischer Sportschütze.

## Erfolge
Sheng Lihao nahm an den Olympischen Spielen 2020 in Tokio teil, bei denen er in zwei Konkurrenzen antrat. Mit dem Luftgewehr qualifizierte er sich als Achter mit 629,2 Punkten für das Finale, in dem er 250,9 Punkte erzielte. Mit dieser Punktzahl blieb er 0,7 Punkte hinter dem siegreichen US-Amerikaner William Shaner und gewann vor seinem Landsmann Yang Haoran die Silbermedaille. Er trat außerdem mit Zhang Yu in der Mixedkonkurrenz an, sie kamen jedoch mit 626,7 Punkten als Elfte nicht über die Qualifikation hinaus.
Bei den Olympischen Spielen 2024 in Paris war er mit zwei Goldmedaille der erfolgreichste Sportschütze: Er gewann sowohl den Wettbewerb mit dem Luftgewehr als auch mit Huang Yuting den Mixed-Wettbewerb mit dem Luftgewehr.